# Braulio Morales Cervantes
Braulio Morales Cervantes (Heredia, 20 de marzo de 1824-Londres, 8 de julio de 1898) fue un comerciante y político costarricense. Gobernador y vecino activo de Heredia. 

## Biografía
Se casó con la herediana Esmeralda Gutiérrez Flores (1835-1924) -hermana de don Manuel María de Jesús Gutiérrez Flores (1829-1887), autor de la música del Himno Nacional de Costa Rica-. El matrimonio Morales Gutiérrez, que vivió en la casa ubicada frente a la esquina sur oeste del Parque Central de Heredia (Costa Rica), procreó al menos 18 hijos -una de ellas Delia Morales Gutiérrez (1882-1965) esposa de don Alfredo González Flores (1877-1962)-. 
Desde joven Morales Cervantes fue comerciante, agricultor, cafetalero, exportador e importador de diversas mercancías. Desde 1851 tuvo participación política en el ayuntamiento de Heredia. Fue miembro de la "Junta Económica" establecida en 1852 para emprender la reconstrucción de la fachada de la Parroquia de Heredia, caída por efecto del terremoto del 18 de marzo de 1851. Participó en iniciativas de bien social que impulsaron la creación del Hospital de Heredia, la Biblioteca Pública de la ciudad, la contribución económica en la Campaña Nacional de 1856-1857, el parque frente a la Iglesia de El Carmen de Heredia -que hoy lleva el nombre de su cuñado Manuel María de Jesús Gutiérrez Flores (1829-1887)-, el Colegio San Agustín, el Colegio de las Hermanas Bethlemitas, la Junta de la Caridad de San José y la Junta de Educación de Heredia. 
Electo diputado en 1859 y, en al menos dos ocasiones, fungió como Gobernador de Heredia. En 1874 ocupó la Secretaría de Estado en los ramos de Hacienda y Comercio -que ocupó también en 1876- y luego en la de Gobernación. En mayo de 1876 el Congreso Constitucional lo nombró Segundo Designado para ejercer la Presidencia de la República. Participó como accionista del Banco de Costa Rica. 
Viajó tres veces a Europa y, en su último viaje, murió en Londres, el 8 de julio de 1898; pero fue sepultado en su natal Heredia (Costa Rica), el 8 de agosto del mismo año. Una escuela primaria pública de la ciudad de Heredia lleva su nombre.